# Qualifying Industrial Zone

Une Qualifying Industrial Zone (QIZ) est un type de zone franche situé en Jordanie ou en Égypte, possédant des droits de douane spéciaux vers les États-Unis, si leurs produits sont fabriqués partiellement en Israël ou dans le territoire palestinien et partiellement en Jordanie ou Égypte. Ces zones sont créées dans les années 1990 après le traité de paix israélo-jordanien (1994) et l'accord de libre-échange entre les États-Unis et Israël (1985). 
Ces zones créées dans un contexte de processus de paix, souffrent pourtant de certaines controverses, notamment dues à la plus faible rémunération de leurs travailleurs, à l'importante présence d'investissements directs étrangers notamment d'Extrême-orient, d'Asie du Sud et d'Asie du Sud-Est et à la présence d'une importante main-d'œuvre étrangère, allant de 38 % à 66 % du total des travailleurs respectivement entre 2001 et 2005, venant de ces mêmes pays.